# 三遊亭新馬
三遊亭 新馬（さんゆうてい しんば）は、落語家の名前。同じ読みの名前に「古今亭志ん馬」がある。

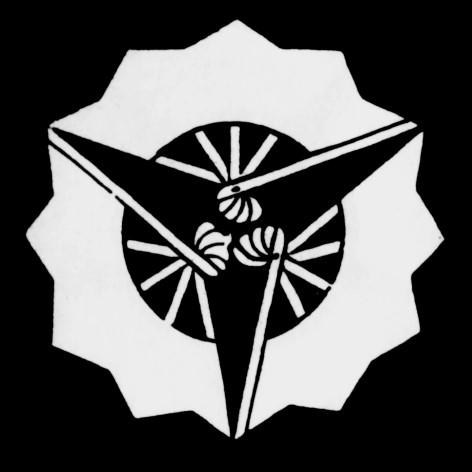
三遊派定紋「高崎扇」

- 三遊亭新馬 - 初代三遊亭圓馬の門下。弟子に初代古今亭志ん馬がいる。
- 三遊亭新馬 - 後の桂桃太郎。
- 三遊亭新馬 - 後の三遊亭圓太。